# Jutta Krüger-Jacob
Jutta Krüger-Jacob (* 18. Juli 1963 in Saarbrücken) ist Rechtsanwältin und Politikerin der Partei Bündnis 90/Die Grünen. Sie war Mitglied des Bundestages von Oktober 2004 bis September 2005.
Sie studierte nach ihrem Abitur Rechtswissenschaften an der Universität des Saarlandes, wo sie 1993 ihr 2. Staatsexamen ablegte. Seit 1999 ist sie Mitglied der Grünen und seit dem Jahr 2000 Mitglied des Landesvorstandes von Bündnis 90/Die Grünen Saar. Nach dem Verzicht von Hubert Ulrich auf sein Bundestagsmandat rückte sie am 19. Oktober 2004 als Mitglied des Deutschen Bundestages nach. Nach der Bundestagswahl 2005 schied Jutta Krüger-Jacob zum Ende der 15. Wahlperiode wieder aus dem Bundestag aus und arbeitet seitdem wieder mit ihrem Ehemann in der gemeinsamen Kanzlei in Schwalbach.
Als Vorsitzende der Initiative Bürger für Klima- und Umweltschutz engagierte sie sich gegen die geplante Erweiterung des Steinkohlekraftwerks Ensdorf, die von den Ensdorfer Bürgern im November 2007 in einer überregional beachteten Bürgerbefragung abgelehnt und danach gestoppt wurde.